# Богомоловка
Богомо́ловка (рос. Богомоловка, башк. Богомоловка) — присілок у складі Чишминського району Башкортостану, Росія. Входить до складу Алкінської сільської ради.
Населення — 94 особи (2010; 83 в 2002).
Національний склад:
- українці — 42 %